# Victimae paschali laudes
Die Ostersequenz Victimae paschali laudes ist eine lateinische Dichtung, die unter dem Namen des Dichters und Geschichtsschreibers Wipo († nach 1046) überliefert ist. Anlässlich des Osterfestes wird die Auferstehung Jesu als Sieg des Lebens über den Tod besungen.
Victimae paschali laudes gehört zu den wenigen Sequenzen, die nach der Reform des tridentinischen Konzils (1545–1563) noch beibehalten wurden. Sie wurde im römischen Ritus in den Heiligen Messen in der Osterwoche gesungen, seit der Liturgiereform des Zweiten Vatikanischen Konzils nur noch am Osterfest (in der Messe am Tage) vor dem Ruf vor dem Evangelium. Der Gesang der Sequenz ist obligatorisch.

## Entstehung
Der als Verfasser genannte Wipo dürfte um 995 im alemannischen Teil von Burgund oder bei Solothurn geboren sein. Diese Stadt gehörte zum Bistum Lausanne und dem Erzbistum Besançon. Seiner hohen Bildung verdankte Wipo freundschaftliche Beziehungen zu einigen Großen seiner Zeit. Als Freund das Kaisers Konrad II. nahm er 1027 an dessen Kaiserkrönung in Rom teil, später wirkte er als Erzieher des jungen Heinrich III. Gegen sein Lebensende zog er sich als Eremit ins bayerisch-böhmische Grenzgebiet zurück, wo er um 1050 starb. Seine Präsenz in dieser Region erklärt vermutlich die dort frühe Verbreitung des Osterliedes Christ ist erstanden.
Im Gefolge des Konzils von Trient wurde die sechste Strophe mit dem herabsetzenden Bezug auf die Juden eliminiert. Außerdem wurde in der fünften Strophe suos („den Seinen“) in vos („euch“) geändert, was allerdings 1908 wieder rückgängig gemacht wurde, sowie ein abschließendes „Alleluia. Amen“ hinzugefügt.

## Text

### Lateinischer Text
1. Victimae paschali laudes immolent Christiani.

2. Agnus redemit oves;

Christus innocens Patri

Reconciliavit peccatores

3. Mors et vita duello conflixere mirando;

Dux vitae mortuus

Regnat vivus.

4. Dic nobis, Maria: Quid vidisti in via?

Sepulchrum Christi viventis

Et gloriam vidi resurgentis,

5. Angelicos testes, sudarium et vestes.

Surrexit Christus spes mea;

Praecedet suos in Galilaeam.

[6. Credendum est magis soli Mariae veraci

Quam Judaeorum turbae fallaci.]

7. Scimus Christum surrexisse a mortuis vere.

Tu nobis, victor rex, miserere! (Amen. Alleluia.)

### Übersetzung
1. Dem österlichen Schlachttier sollen Lobgesänge weihen die Christen.

2. Das Lamm hat die Schafe erlöst.

Christus, der Schuldlose,

hat die Sünder mit dem Vater versöhnt.

3. Tod und Leben rangen in wundersamem Zweikampf.

Der Fürst des Lebens, der gestorben war,

herrscht [jetzt] lebend.

4. Sag uns, Maria, was hast du gesehen auf dem Wege?

Das Grab Christi, der lebt, hab ich gesehen

und seine Herrlichkeit, da er auferstanden ist,

5. und Engelszeugen, das Schweißtuch und die Leinentücher.

Auferstanden ist Christus, meine Hoffnung.

Vorangehen wird er den Seinen nach Galiläa.

[6. Mehr Glauben ist zu schenken Maria allein, der Wahrhaftigen,

als der Juden trügerischer Schar.]

7. Wir wissen, Christus ist wahrhaft auferstanden von den Toten.

Du siegreicher König, erbarme dich unser!

### Analyse
Im Gegensatz zu anderen Sequenzen hat die Ostersequenz noch eine ursprüngliche Form: ohne einheitliches Versmaß, nur silbenzählend und ohne durchgängiges Reimgefüge.
Der melodische Duktus des in Stanzen ausgeführten Gedichts gibt eine klare Struktur vor:
- Die erste Doppelstrophe (Verse 2 + 3: Dramatik des Erlösungsgeschehens) benutzt die oberen Register der Dorischen Kirchentonart,
- die zweite Doppelstrophe (Verse 4 + 5) – der einem Osterspiel ähnliche Dialog mit Maria von Magdala – bewegt sich im tieferen Register (plagales Dorisch).
- Den Rahmen (Verse 1 + 7) bildet der einleitende Aufruf zum Osterlob (dem Osterlamm sollen Christen Lobgesänge weihen) und ein abschließendes Osterbekenntnis: „Wir wissen, Christus ist wahrhaft auferstanden.“
- Dieses Bekenntnis entspricht dem bis heute in Griechenland üblichen Ostergruß Χριστὸς ἀνέστη – Ἀληθῶς ἀνέστη Christos anésti – Alithós anésti! „Christus ist auferstanden – er ist wahrhaftig auferstanden!“.

Die Sequenz ist in zahlreichen Handschriften des 11. und 12. Jahrhunderts erhalten. Zu den frühesten mit der Neumen-Notenschrift versehenen Manuskripten gehören die aus Benediktinerklöstern stammenden Codices Rheinau 132 aus dem 11. Jahrhundert und Einsiedeln 366 aus dem 12. Jahrhundert.

## Weitere Vertonungen
Der Text spielt in der Kirchenmusik und in der musikalischen Gestaltung von Liturgie während der Osterzeit eine große Rolle. Mehrstimmige Vertonungen stammen von unter anderem von
- Josquin Desprez als Motette
- Johann Nepomuk David als Motette für vierstimmigen gemischten Chor (SATB) a cappella (op. 35 Nr. 1, 1948)
- Carlo Pedini: Victimae paschali laudes (2000) für Tenor, Chor und Orchester

Martin Luther nahm in seinem Osterlied Christ lag in Todes Banden auch ein Motiv aus der dritten Strophe der Ostersequenz auf.
Das katholische Gotteslob von 1975 enthielt den lateinischen und deutschen Text der Ostersequenz als Kontrafaktur mit der gregorianischen Melodie des 11. Jahrhunderts (Nummer 215 und 216) sowie eine weitere Übertragung mit einer rhythmisierten Melodiefassung von Heinrich Rohr (Nummer 217). Das aktuelle Gotteslob hat im Stammteil nur die lateinische Fassung (Nummer 320), eine deutsche Fassung zur Choralmelodie findet sich in einigen Regionalteilen, außerdem in einer verbesserten Form im zweiten Teil des altkatholischen Gesangbuches unter den Nrn. 717 und 835.

## Aufnahmen
- Louis Vierne: Messe Solennelle, Op. 16. 2010, JAV Recordings #JAV179, CD (Daniel Roth, Éric Lebrun, Chœur Gregorien de Paris, Chœur d’oratorio de Paris).